# 哈拉尔·汉森
哈拉尔·汉森（挪威語：Harald Hansen，1884年10月30日—1956年3月6日），生于哈尔登，挪威男子竞技体操运动员。他曾获得1908年夏季奥运会体操比赛男子团体全能银牌。他于1956年去世，享年71岁。